# Alexander Unterberger
Alexander Martin Unterberger (russisch Александр Унтербергер; * 11. Juli 1827 in Riga; † 28. Oktober 1875 in Dorpat) war ein Veterinärmediziner, russischer Staatsrat und gemeinsam mit seinem Bruder Friedrich Unterberger (1810–1884) Begründer der Veterinärmedizin im Russischen Kaiserreich.

## Leben
Das Abitur legte Alexander am Gouvernementsgymnasium in Riga ab, danach besuchte er die Bergmannsche Schule in Lasdohn (Livland). Er studierte Veterinärmedizin in Berlin und schloss sein Studium als Veterinärarzt ab. Danach war er an der Veterinärschule in Dorpat tätig und war dann ab 1857 als Oberveterinärarzt (ältester Veterinärarzt) am Domänenhof in Riga angestellt. 1862 wurde er zum Magister der Veterinärmedizin ernannt und von 1859 bis 1862 war er zuerst außerordentlicher- und dann ordentlicher Professor an der Veterinärschule, seit 1873 Institut in Dorpat. Er wurde zum russischen Staatsrat ernannt und wurde nach dem Tod von Professor Peter Jessen dessen Nachfolger als Klinikdirektor und Leiter des Veterinärinstituts in Dorpat.

## Werke
Neben der Dissertation veröffentlichte Unterberger ein Buch mit dem Titel: „Einige Anmerkungen zum Fortgang, zur Entwicklung und zum Zustand des veterinärmedizinischen Teils in Österreich, Bayern und Sachsen“ (Dorpat, 1865), sowie eine Reihe von Artikeln in der Baltischen Wochenschrift für Landwirtschaft, Gewerbefleiß und Handel, der Dorpatischen Zeitung, der Wiener Vierteljahresschrift und in anderen Zeitschriften.

## Herkunft und Familie

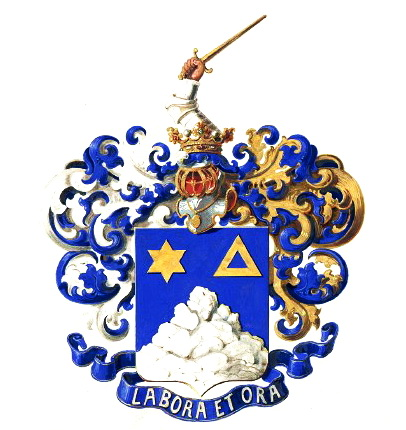
Familienwappen der Unterbergers

Alexander U. stammte aus der Salzburger Familie Unterberger, die seit dem Ende des 18. Jahrhunderts in Riga beheimatet war. Sein Vater war der Wagenbauer, Huf- und Waffenschmied Simon Thomas Unterberger († 20. Februar 1841 in Riga) aus Stallupönen in Ostpreußen, dieser war seit 1829 Dockmann der Kleinen Gilde in Riga. Simon war mit Wilhelmine Rachow verheiratet. 1852 heiratete Alexander in Riga Kunigunde von Hirschheydt. Ihr gemeinsamer Sohn war Alexander Magnus Unterberger (1855 – 1896). Dessen Vetter war Paul Simon Unterberger (1842 – 1921), der als General und Gouverneur im Dienste des Russischen Kaiserreichs stand.